# Мелетий (Леонтович)
Архиепи́скоп Меле́тий, или Меле́тий Ха́рьковский (в миру Михаи́л Ива́нович Леонто́вич; 6 [17] ноября 1784, село Старые Санжары, Российская империя — 29 февраля [12 марта] 1840, Харьков) — епископ Русской православной церкви, архиепископ Харьковский и Ахтырский.
Святой Русской православной церкви, почитается в лике святителей, память совершается 12 (25) февраля — тезоименитство и 29 февраля (13 марта) (28 февраля (13 марта) в невисокосный год) — преставление.

## Жизнеописание

### Обучение
Родился 6 (17) ноября 1784 года в селе Старые Санжары Полтавской губернии. Предки его были духовного звания. С четырёхлетнего возраста учился в доме своего отца чтению по книгам церковной и общественной печати, чистописанию и основам российской и латинской грамматики.
2 сентября 1794 года поступил в Полтавское приходское училище, которое успешно окончил в двенадцатилетнем возрасте. Продолжал обучение в Екатеринославской бурсе, в которой был один из лучших учеников и был награждён похвальным листом. В сентябре 1799 года Михаил был переведён в Екатеринославскую семинарию, которую окончил в 1808 году. Как лучший ученик был направлен в Санкт-Петербургскую духовную академию, которую окончил в августе 1814 года по первому разряду со степенью магистра. Стал в академии бакалавром греческого языка и через два месяца после её окончания был назначен конференц-секретарем, преподавал греческий язык. В это время готовился стать монахом.
7 января 1816 года подал академическому начальству просьбы о намерении стать монахом, но прошение не было удовлетворено, и 30 июля 1817 года Михаил был переведён в созданную Киевскую духовную семинарию на должность инспектора и профессора церковной истории и греческого языка. 27 октября 1817 года Киевская духовная семинария была открыта, и Михаил Леонтович стал её инспектором.

### Монашество
11 (23) февраля 1820 года в братской обители Киевской духовной академии был пострижен в монашество митрополитом Евгением в день памяти святителя Мелетия Антиохийского, чьи именем и был наречён при постриге. 22 февраля (5 марта) 1820 года Мелетий был рукоположён в сан иеродиакона, а через 2 дня в сан иеромонаха.
9 (21) августа 1821 года Мелетий получил назначение на должность ректора Могилёвской духовной семинарии и настоятеля Кутеинского монастыря под Оршей, где был посвящён в архимандрита.
В августе 1823 года Мелетия перевели на должность ректора Псковской духовной семинарии. В 1824 года он вернулся в Киев ректором академии.

### Епископство
21 ноября (3 декабря) 1826 года Мелетия возвели в сан епископа Чигиринского, викария Киевской епархии и настоятеля Киевского Златоверхо-Михайловского монастыря.
21 апреля (3 мая) 1828 года был переведён на Пермскую кафедру. За время епископства в Перми им был написан «Ставленнический катехизис» для подготовки кандидатов в священство, а также начата обширная миссионерская деятельность среди старообрядцев. Весной 1829 года Мелетий совершил поездку по своей епархии, служив в приходских храмах.
18 июля 1831 года Мелетия перевели на Иркутскую кафедру с возведением в сан архиепископа. Здесь он занимался проповеднической и миссионерской деятельностью.
22 июня (4 июля) 1835 года Мелетий в связи с плохим здоровьем был переведён на Слободско-Украинскую кафедру. 9 (21) ноября 1835 года прибыл в Харьков. 5 февраля 1836 года его епархия была переименована в Харьковскую и Ахтырскую.
В 1839 году Мелетий тяжело заболел. 6 (18) декабря 1839 года, в день именин императора Николая I, не обращая внимания на болезнь, архиепископ Мелетий отслужил литургию и из-за плохой погоды заболел ещё сильнее. 29 февраля (12 марта) 1840 года архиепископ Мелетий скончался.

Праведника похоронили по подписке, потому что, получая крупный казённый оклад и большие доходы с епархии, он оставил после себя всего-на-всего 350 рублей ассигнациями, 2 подзорных трубы, два куска бархата, книги, да необходимое нательное белье. Похоронили Мелетия 5 (17) марта 1840 года в усыпальнице Покровского монастыря.

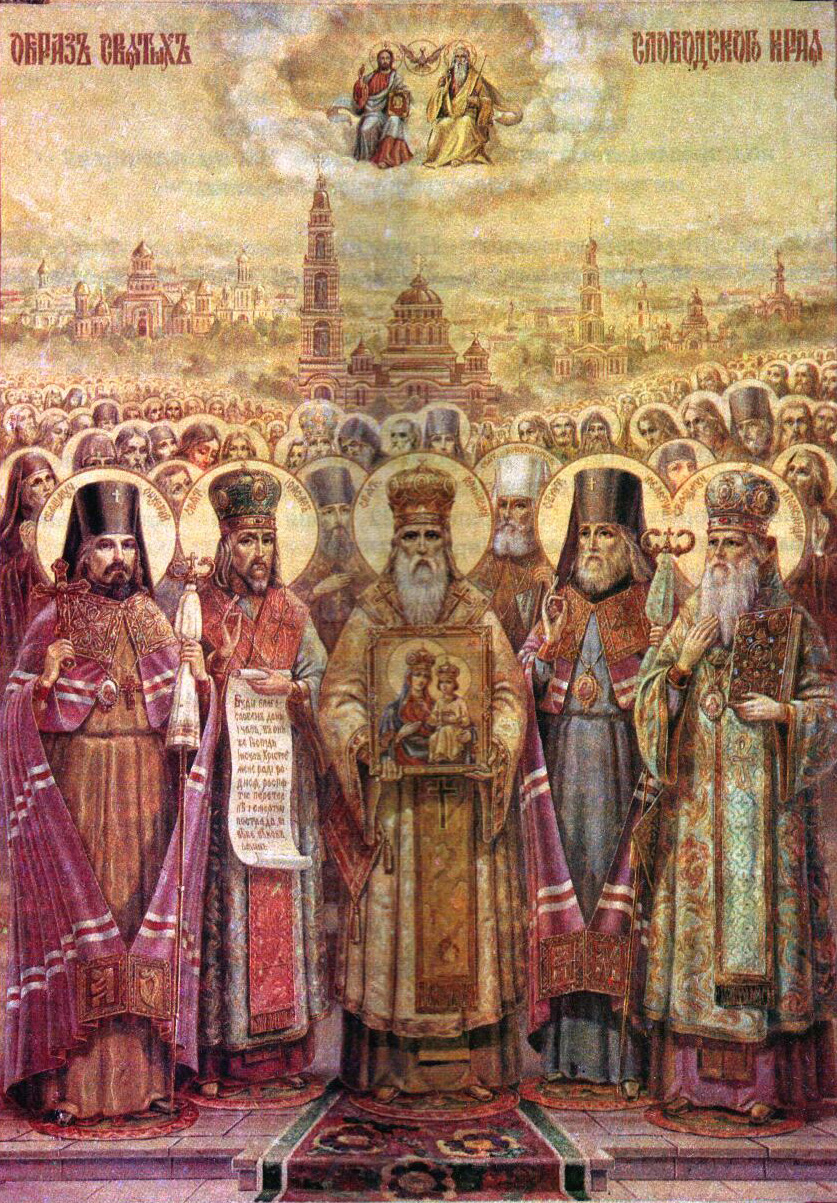
Икона «Собор Святых Слободского края». В центре патриарх Цареградский Афанасий (Пателларий), справа от него Мелетий Харьковский

3 (15) декабря 1875 года в Покровской церкви начался пожар, сгорело всё, но огонь не тронул гроб Мелетия. В 1948 году мощи святителя Мелетия были перенесены в Благовещенский собор Харькова, где они находятся в настоящее время в левом Варваринском приделе, у стены вблизи клироса.

## Канонизация
Впервые вопрос о канонизации святителя Мелетия был поднят в 1918 году в Киеве на Всеукраинском церковном соборе, но не был доведен до конца.
21 февраля 1978 года решением Священного синода Русской православной церкви архиепископ Мелетий был канонизирован для общецерковного почитания. Произошло это благодаря активности архиепископа Харьковского Никодима (Руснака).
Служба и акафист святителю были составлены архиепископом Харьковским Никодимом (Руснаком), а отредактированы митрополитом Никодимом (Ротовым).
Чтобы не раздражать власти, канонизацию архиепископа Мелетия, в отличие от канонизации митрополита Иннокентия, совершили почти незаметно: «Журнал Московской патриархии» сообщил только о благословении патриархом и Синодом Русской православной церкви акафиста святителю Мелетию, а год спустя после канонизации появилась краткая заметка об этом событии. Ещё позднее была опубликована статья о годовщине канонизации Мелетия.